# Tufière

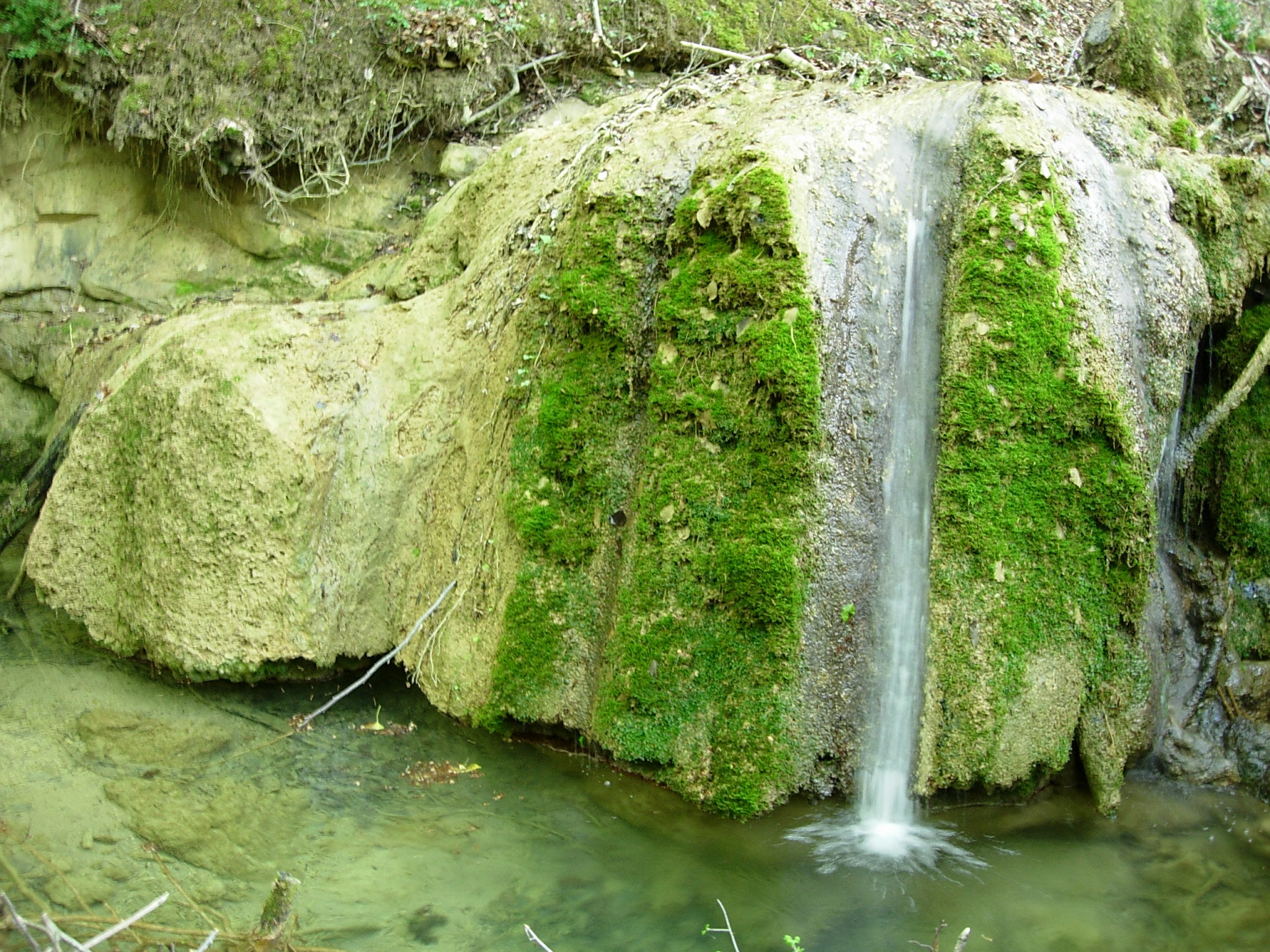
Une tufière dans L'Aude.

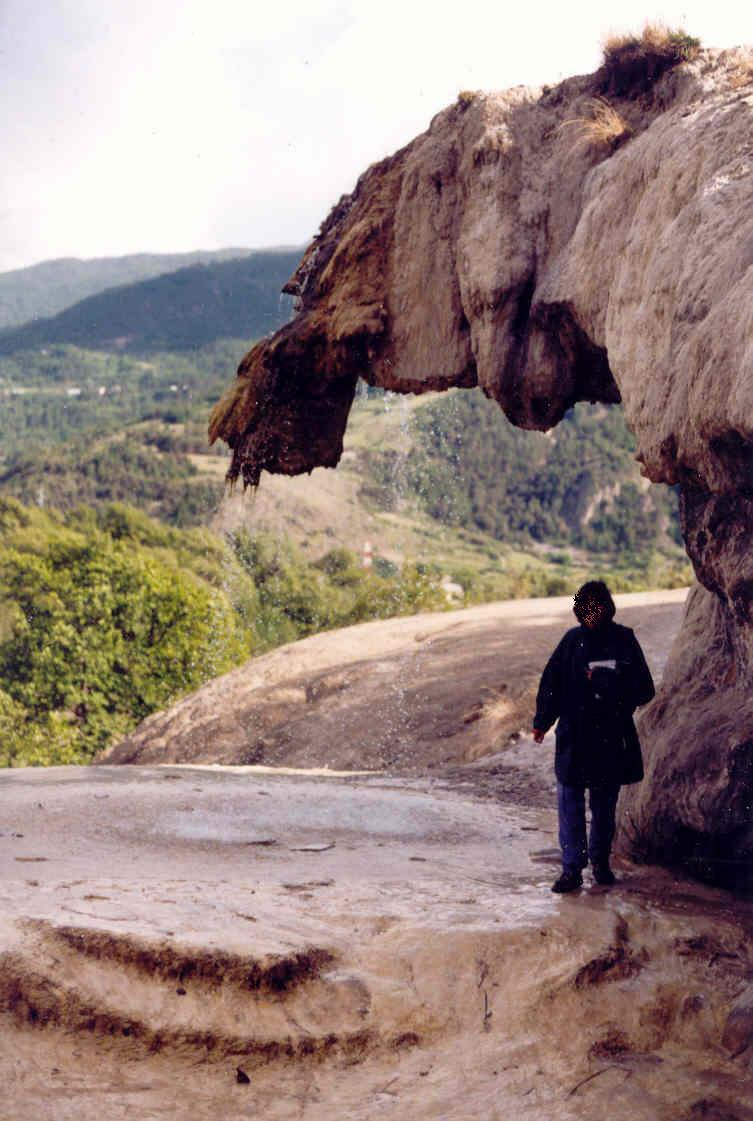
Fontaine pétrifiante de Réotier.

Une tufière ou tuffière est un site formé par une roche appelée tuf calcaire et qui peut être exploitée, souvent comme pierre de construction. C'est en fait une source qui occasionne ces concrétions calcaires, ce qui lui donne un aspect insolite. Ces concrétions sont parfois en forme d'escaliers géants, occasionnant une succession de cascades plus ou moins hautes. Elles peuvent aussi prendre des formes les plus diverses (voir la fontaine pétrifiante de Réotier ou les fontaines pétrifiantes de La Sône). Ce phénomène naturel peut mener à des paysages impressionnants, comme Hierve el Agua dans l'état de Oaxaca au Mexique, une formation géologique caractérisée par deux imposantes cascades pétrifiées composées principalement de carbonate de calcium.
La source à l'origine de ce phénomène est appelée source pétrifiante ou fontaine pétrifiante.

## Origine du phénomène
L'eau qui jaillit, a, au préalable, circulé dans une nappe souterraine dans une roche calcaire. Cette eau est donc très chargée en calcaire, mais également en CO2, dissous. Sous les actions combinées des algues, de l'agitation et d'autres facteurs physico-chimiques, le calcaire (carbonate de calcium) précipite. Le plus souvent, cela emprisonne des débris de végétaux, dont l'empreinte sera conservée, éventuellement pour des millions d'années (voir travertin).
Cette précipitation suit la réaction :
{\displaystyle Ca^{2+}+2(HCO_{3}^{-})\leftrightarrow CaCO_{3}+CO_{2}+H_{2}O}
Lorsque l'eau émerge de la roche, elle perd brutalement du dioxyde de carbone (CO2), ce qui déplace l'équilibre vers la droite, avec formation de calcaire (CaCO3). La photosynthèse (présence d'algues, de mousses, de bactéries qui absorbent le CO2) déplace cet l'équilibre dans le même sens que le dégazage physique, ce qui amplifie la précipitation de calcaire.
La roche sédimentaire ainsi formée prend le nom de tuf ou travertin. Cette roche peut trouver des usages dans la construction.

## Galerie

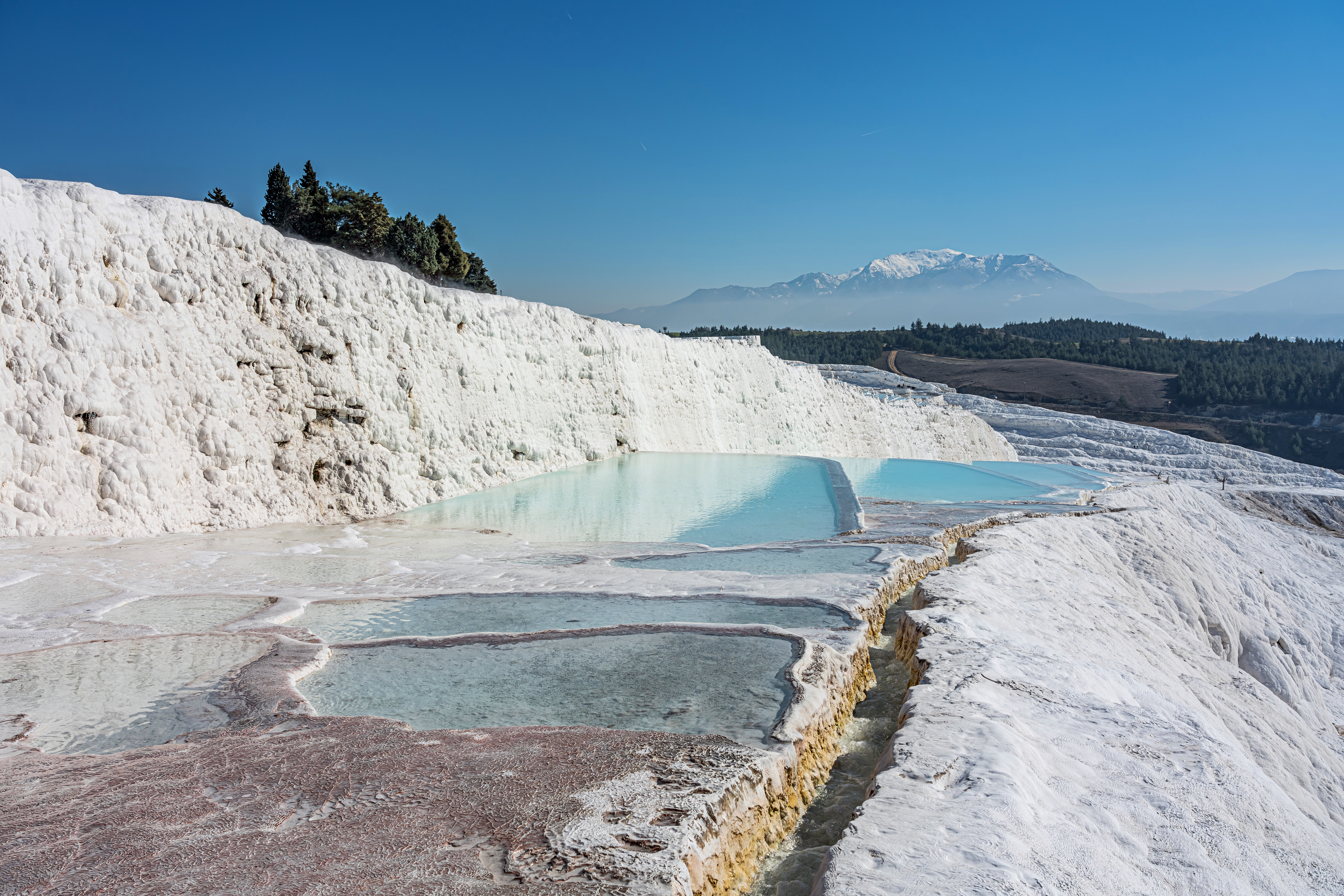
Source pétrifiante de Pamukkale en Turquie.
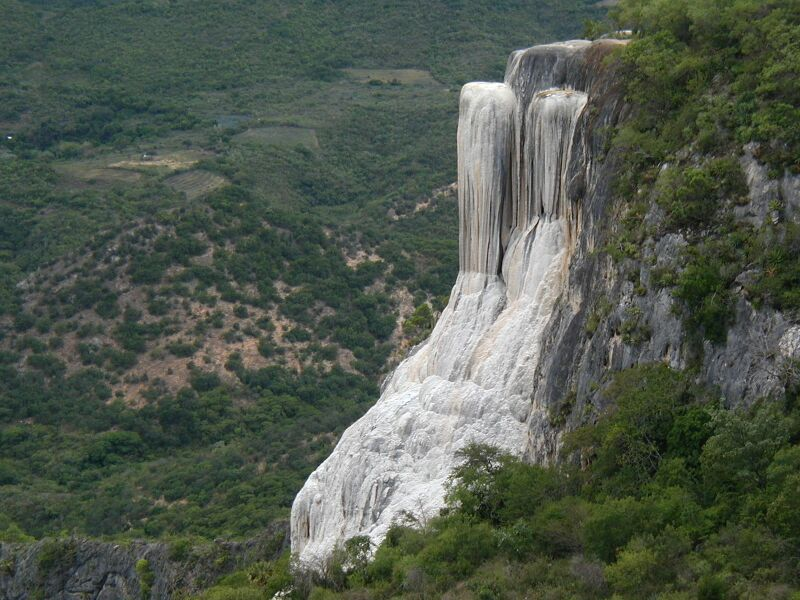
Cascades pétrifiées de Hierve el Agua, à San Lorenzo Albarradas, État de Oaxaca, Mexique.
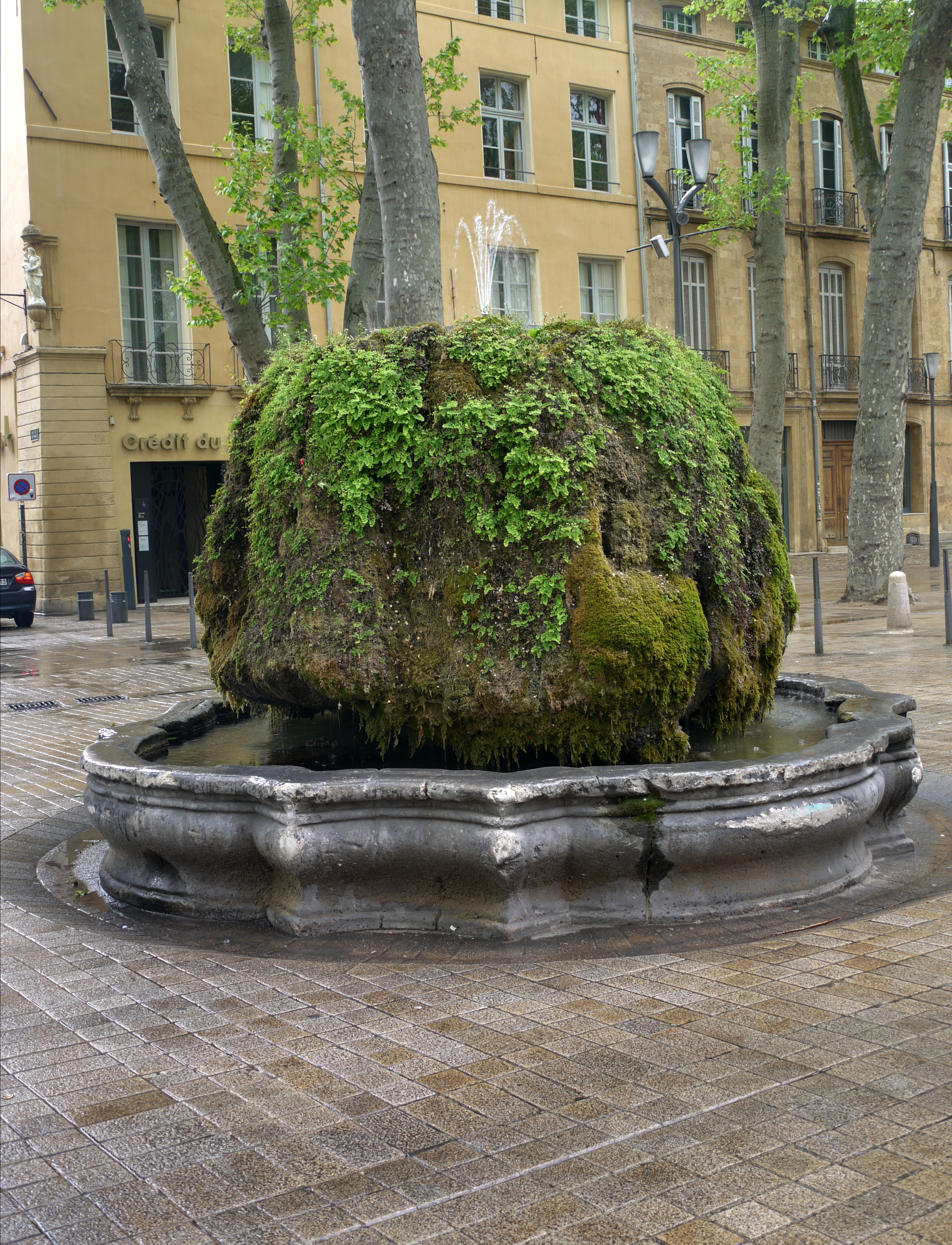
Fontaine moussue d'Aix-en-Provence.